# سیلک وی ایرلاینز
سیلک وی ایرلاینز (به انگلیسی: Silk Way Airlines) یک شرکت هواپیمایی باری با کد یاتا ZP است که در تاریخ ۲۰۰۱ میلادی تأسیس شده است. دفتر مرکزی سیلک وی ایرلاینز در فرودگاه بین‌المللی حیدر علی‌اف واقع شده‌است و قطب این شرکت هواپیمایی در فرودگاه بین‌المللی حیدر علی‌اف  قرار دارد و به ۲۰ مقصد، پرواز مستقیم انجام می‌دهد.

## مقصدهای پروازی
افغانستان

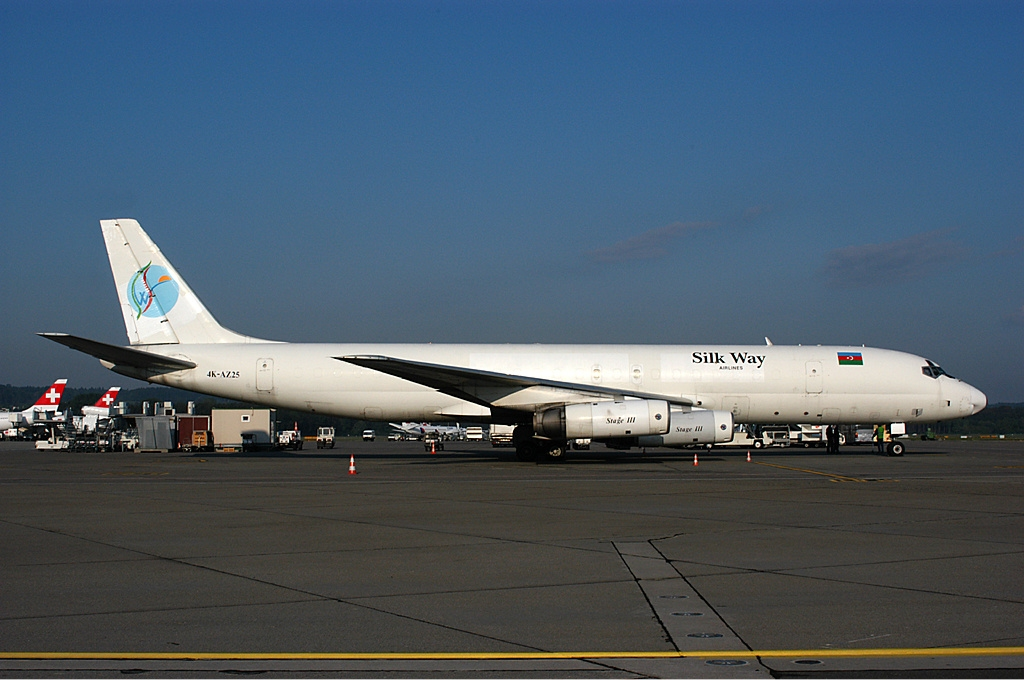
یک فروند داگلاس دی‌سی-۸ سیلک وی ایرلاینز در فرودگاه زوریخ در ۲۰۰۳.

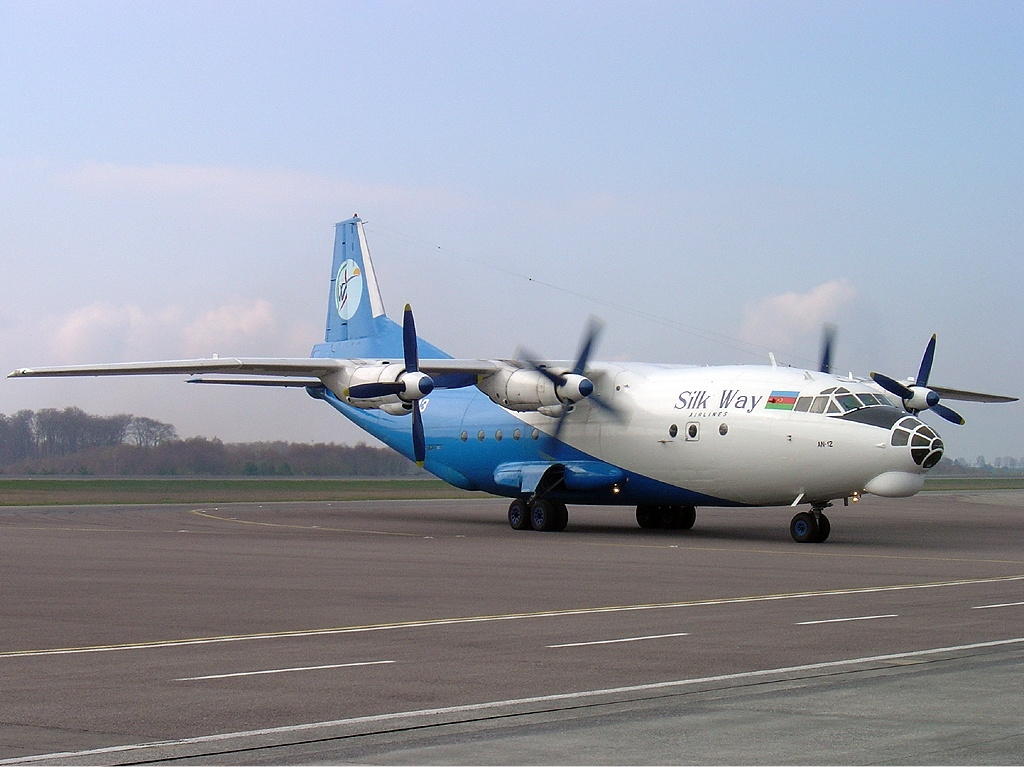
یک فروند آنتونوف-۱۲ سیلک وی ایرلاینز در فرودگاه لوگزامبورگ - فیندل در سال ۲۰۰۴.

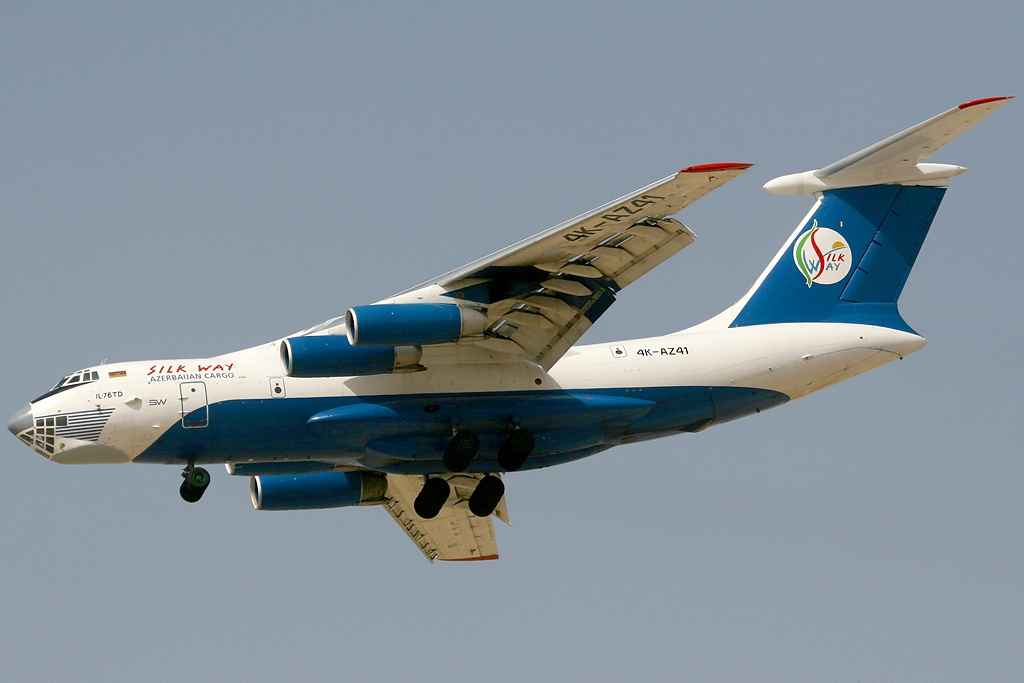
یک فروند ایلیوشین ایل-۷۶ سیلک وی ایرلاینز در فرودگاه بین‌المللی دوبی در سال ۲۰۱۰.

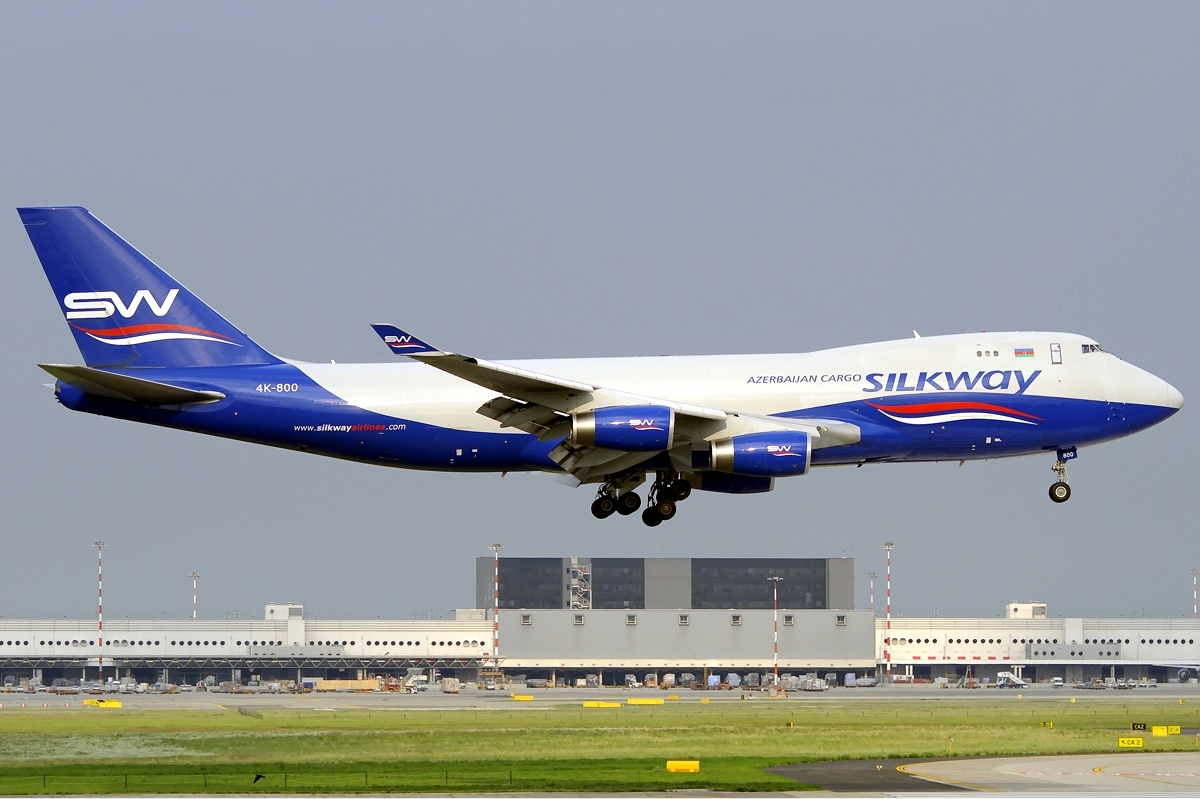
یک فروند بوئینگ ۷۴۷–۴۰۰ سیلک وی ایرلاینز در حال فرود در فرودگاه میلانو مالپنسا در سال ۲۰۱۱.

- کابل – میدان هوایی بین‌المللی حامد کرزی
- قندهار – میدان هوایی بین‌المللی قندهار

جمهوری آذربایجان
- باکو – فرودگاه بین‌المللی حیدر علی‌اف قطب

جمهوری خلق چین
- شانگهای – فرودگاه بین‌المللی شانگهای پودنگ
- اورومچی – فرودگاه بین‌المللی اورومچی دیووپو

هنگ کنگ
- هنگ کنگ – فرودگاه بین‌المللی هنگ کنگ

گرجستان
- تفلیس – فرودگاه بین‌المللی تفلیس

آلمان
- هان – فرودگاه فرانکفورت-هان

بریتانیای کبیر
- لندن – فرودگاه استانستد لندن

ژاپن
- استان ایشیکاوا – فرودگاه کوماتسو

قزاقستان
- آق‌تاو – فرودگاه آقتائو
- آق‌تپه، قزاقستان – فرودگاه آقتوبه
- آتیرائو، قزاقستان – فرودگاه آتیرائو
- اورال، قزاقستان – فرودگاه اورال آک ژول

کره جنوبی
- سئول – فرودگاه بین‌المللی اینچئون

قرقیزستان
- بیشکک – فرودگاه بین‌المللی مناس

ایران
- تهران - فرودگاه بین‌المللی امام خمینی[۱]

اسرائیل
- تل‌آویو - فرودگاه بین‌المللی بن گوریون

ایتالیا
- میلان – فرودگاه میلانو مالپنسا

لوکزامبورگ
- لوکزامبورگ – فرودگاه لوگزامبورگ - فیندل

ترکیه
- استانبول – فرودگاه بین‌المللی آتاترک

هلند
- آمستردام – فرودگاه اسخیپول آمستردام

امارات متحده عربی
- دبی – فرودگاه بین‌المللی دوبی